# Ignacio Osborne Vázquez
Ignacio Osborne Vázquez (El Puerto de Santa María, Cádiz; 19 de agosto de 1897-12 de julio de 1972), III conde de Osborne, fue un empresario, bodeguero, filántropo y político gaditano del siglo XX, alcalde de El Puerto de Santa María durante el franquismo.

## Biografía
Hijo de Tomás Osborne Guezala, II conde de Osborne, presidente de las bodegas Osborne, y de Elisa Vázquez y García de la Serna. 
Ignacio dirigió la compañía desde 1935 hasta su muerte en 1972, pilotando su gran expansión en España. Durante su mandato se introdujo el icónico toro de Osborne, del diseñador gráfico Manolo Prieto, inicialmente concebido como valla publicitaria del brandy Veterano.
Próximo al régimen de Franco, el conde de Osborne fue nombrado alcalde de El Puerto de Santa María en 1943, cargo que ocupó hasta 1947. 
Su labor filantrópica fue distinguida con la gran cruz de la Orden de la Beneficencia, con distintivo blanco, en 1963.
Estaba casado con su prima hermana Ana María Vázquez Torres. A su muerte, le sucedió al frente de la empresa su hermano Antonio Osborne Vázquez, y su primogénito Tomás lo hizo en el título nobiliario pontificio de conde de Osborne.

## Familia
El conde de Osborne se casó con su prima hermana Ana María Vázquez Torres, hija de Joaquín Vázquez y García de la Serna y de Ana María Torres y Ternero. El matrimonio tuvo nueve hijos:
- Tomás (1921-2002), IV conde de Osborne, casado con Mª Patrocinio Gamero-Cívico e Ybarra.
- Ignacio (1925-2007), casado con Cristina Cólogan y Ponte.
- Gabriel (1926-2006), casado con Rosario Coloma e Ysasi.
- Alfonso (1928-1980), casado con María Gordon y Rivero, hija del IV marqués de Irún.
- Manuel (1933-2010).
- Joaquín (1934-2007), casado con Pilar Esquivias y García del Cid.
- Elisa (1935-2021), casada con Fernando Terry Merello, hijo del bodeguero Fernando Terry y del Cuvillo.
- Francisco de Borja (1936-2010), casado con Rufina Osborne Lena.
- José Antonio (1936-2015), casado con Milagros Jiménez Tosar.
- María (1938-), casado con su primo hermano Antonio Cólogan Osborne, hijo del IV marqués de la Candia.